# Marathon van Amsterdam 2002
De marathon van Amsterdam 2002 werd gelopen op zondag 20 oktober 2002 in Amsterdam. Het was de 27e editie van deze marathon. Het evenement werd gesponsord door Delta Lloyd.
De Keniaan Benjamin Kimutai kwam bij de mannen als eerste over de streep in 2:07.25,9. De Ethiopische Gete Wami won bij de vrouwen in 2:22.20,0.
In totaal finishten er 2840 marathonlopers.

## Uitslagen

### Mannen
| rang   | naam             | land | tijd      |
| ------ | ---------------- | ---- | --------- |
| Goud   | Benjamin Kimutai | KEN  | 2:07.25,9 |
| Zilver | Simon Bor        | KEN  | 2:07.55,9 |
| Brons  | Stephen Cheptot  | KEN  | 2:07.58,9 |
| 4      | Antoni Peña      | ESP  | 2:08.07,9 |
| 5      | Sammy Korir      | KEN  | 2:08.09,9 |
| 6      | Boaz Kimaiyo     | KEN  | 2:08.44,9 |
| 7      | Ambesse Tolosa   | ETH  | 2:10.10,9 |
| 8      | Mathew Sigei     | KEN  | 2:10.11,1 |
| 9      | Luc Krotwaar     | NED  | 2:11.20,0 |
| 10     | William Kiplagat | KEN  | 2:11.26,3 |
| 11     | Ashebir Demisse  | ETH  | 2:12.14,2 |
| 12     | Moses Ndiema     | KEN  | 2:14.46,4 |
| 13     | Kamel Saaidou    | MAR  | 2:15.31,1 |
| 14     | John Mutai       | KEN  | 2:16.24,1 |
| 15     | Abraham Limo     | KEN  | 2:19.12,0 |
| 16     | Mohamed Driouche | ALG  | 2:19.34,8 |
| 18     | Ramiro Paris     | ARG  | 2:21.45   |
| 20     | Ali El Kharrat   | FRA  | 2:23.50,6 |
| 24     | Kelly Mortenson  | USA  | 2:31.59,1 |

### Vrouwen
| rang   | naam                | land | tijd      |
| ------ | ------------------- | ---- | --------- |
| Goud   | Gete Wami           | ETH  | 2:22.20,0 |
| Zilver | Constantina Tomescu | ROU  | 2:23.53,2 |
| Brons  | Stine Larsen        | NOR  | 2:27.07,5 |
| 4      | Workenesh Tola      | ETH  | 2:29.09,5 |
| 5      | Alina Tecuta        | ROU  | 2:29.29   |
| 5      | Alevtina Ivanova    | RUS  | 2:30.26,0 |
| 6      | Meseret Kotu        | ETH  | 2:30.27,2 |
| 7      | Anne van Schuppen   | NED  | 2:34.26,1 |
| 8      | Galina Aleksandrova | RUS  | 2:38.34,0 |
| 9      | Ursula Jeitziner    | SUI  | 2:40.15,5 |
| 10     | Abeba Tola          | ETH  | 2:41.17,3 |
| 11     | Elisabeth Krieg     | SUI  | 2:43.43   |
| 12     | Millicent Boadi     | GHA  | 2:47.29   |
| 13     | Agnes Hijman        | NED  | 2:49.53   |

1975 ·
1976 ·
1977 ·
1978 ·
1979 ·
1980 ·
1981 ·
1982 ·
1983 ·
1984 ·
1985 ·
1986 ·
1987 ·
1988 ·
1989 ·
1990 ·
1991 ·
1992 ·
1993 ·
1994 ·
1995 ·
1996 ·
1997 ·
1998 ·
1999 ·
2000 ·
2001 ·
2002 ·
2003 ·
2004 ·
2005 ·
2006 ·
2007 ·
2008 ·
2009 ·
2010 ·
2011 ·
2012 ·
2013 ·
2014 ·
2015 ·
2016 ·
2017 ·
2018 ·
2019 ·
2020 ·
2021 ·
2022 ·
2023 ·
2024 ·
2025